# Tityus bolivianus
Espèce
Tityus bolivianus est une espèce de scorpions de la famille des Buthidae.

## Distribution
Cette espèce est endémique de Bolivie. Elle se rencontre vers Tipuani.

## Description
Les femelles syntypes mesurent de 40 à 49 mm.

## Étymologie
Son nom d'espèce lui a été donné en référence au lieu de sa découverte, la Bolivie.

## Publication originale
- Kraepelin, 1895 : « Nachtrag zu Theil 1 der Revision der Skorpione. » Mitteilungen aus dem Naturhistorischen Museum in Hamburg (Beiheft zum Jahrbuch der Hamburgischen wissenschaftlichen Anstalten), vol. 12, p. 75-96 (texte intégral).